# Al MacInnis
Allan MacInnis, detto Al (11 luglio 1963), è un ex hockeista su ghiaccio canadese.

## Biografia
Ha giocato per 23 stagioni nella NHL con le casacche di Calgary Flames (1981-1983 e 1984-1994) e St. Louis Blues (1994-2004). Inserito nella IIHF Hall of Fame, nel 1989 ha conquistato la Stanley Cup. Ha vinto inoltre la medaglia d'oro olimpica nell'hockey su ghiaccio con la nazionale maschile canadese alle Olimpiadi invernali di Salt Lake City 2002.